# Vortex (Derek Sherinian)
Vortex è il nono album in studio del tastierista statunitense Derek Sherinian, pubblicato il 1º luglio 2022 dalla Inside Out Music.

## Accoglienza
Vortex è stato accolto favorevolmente dalla critica. Dan McHugh ha assegnato all'album una valutazione di nove su dieci e ha affermato che "è pieno di   sicurezza e innovazione che traspare da ogni traccia". Kevin McCallum ha dato all'album una valutazione di sette su dieci e ha affermato che "è una buona pubblicazione" contenente "musicalità di alto livello".

## Tracce
1. The Vortex – 4:25
2. Fire Horse – 4:27
3. Scorpion – 3:39
4. Seven Seas – 6:02
5. Key Lime Blues – 4:43
6. Die Cobra – 6:44
7. Nomad's Land – 5:21
8. Aurora Australis – 11:11

## Formazione
- Derek Sherinian – tastiera, produzione
- Zakk Wylde – chitarra
- Tony Franklin – basso (tracce 1 e 6)
- Simon Phillips – batteria
- Ernest Tibbs – basso (tracce 2, 5 e 7)
- Ric Fierabracci – basso (traccia 3)
- Jeff Berlin – basso (traccia 4)
- Jimmy Johnson – basso (traccia 8)
- Steve Stevens – chitarra (tracce 1 e 4)
- Nuno Bettencourt – chitarra (traccia 2)
- Joe Bonamassa – chitarra (traccia 5)
- Steve Lukather – chitarra (traccia 5)
- Michael Schenker – chitarra (traccia 6)
- Zakk Wylde – chitarra (traccia 6)
- Mike Stern – chitarra (traccia 7)
- Bumblefoot – chitarra (traccia 8)
- Anna Camporini – violoncello (traccia 6)
- Carlo Calegari – contrabbasso (traccia 6)
- Ashwin Batish – sitar (traccia 6)
- Pirro Gjiondi – violino e viola (traccia 6)
- Armen Ra – theremin (tracce 1, 2, 4, 6 e 8)